# 후쿠우라촌 (시마네현)
후쿠우라촌(일본어: 福浦村)은 일본 시마네현 니마군에 설치되었던 촌이다. 현재의 오다시에 해당한다.